# Heinrich IV. von Absberg

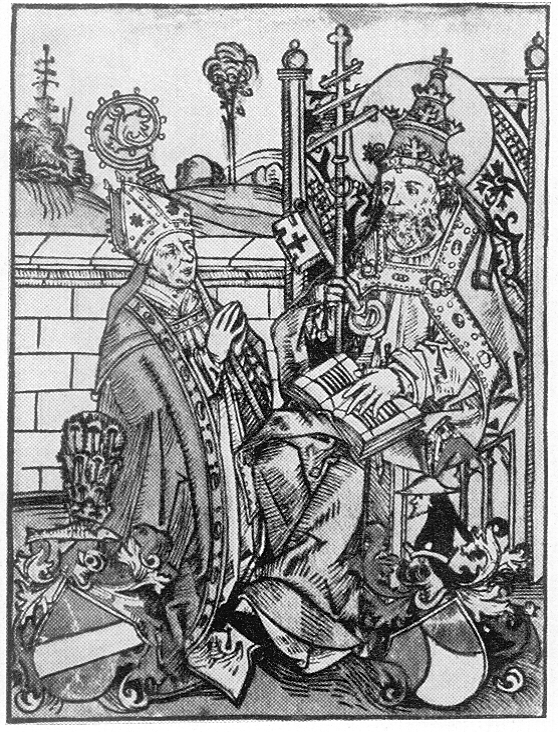
Darstellung mit Heinrich IV.

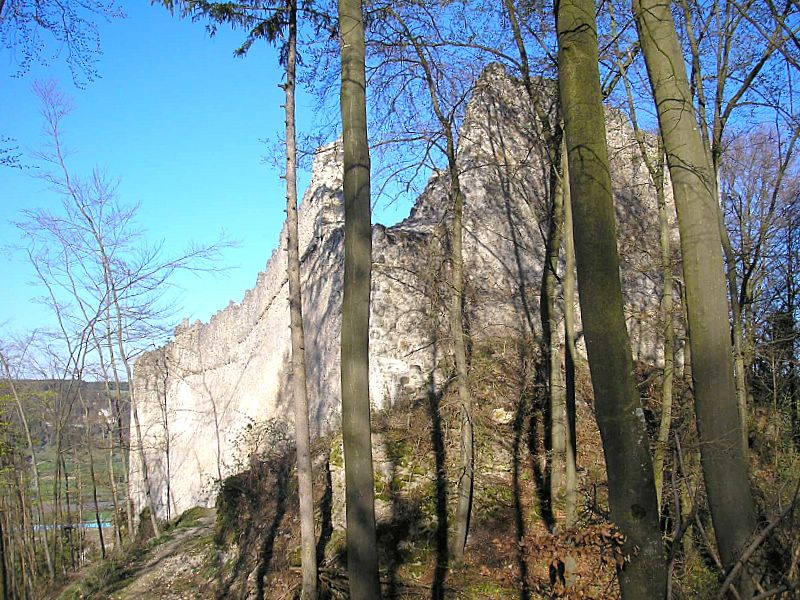
Burg Rumburg, Sitz der Familienlinie Absberg-Rumburg, zu der auch Heinrich gehört

Heinrich IV. von Absberg (* 19. März 1409 auf Burg Rumburg (heute zu Enkering); † 26. Juli 1492), Bischof von Regensburg von 1465 bis 1492.

## Heinrich im Familienkontext
Heinrich von Absberg entstammte dem fränkischen Adelsgeschlecht der von Absberg. Er war ein Familienmitglied der Seitenlinie Absberg-Rumburg. Nach Wiguläus Hund  war er der Sohn des Heinrich von Absberg zu Rumberg, Reicheneck und Dornhausen und der Elisabeth von Parsberg, einer Schwester Bischof Friedrichs II. von Regensburg. Seine Geschwister waren Anna, Magaretha, Magdalena und Ulrich. Ulrich, Mitglied im Schwanenorden, setzte die Linie fort.
Die Burg Rumburg gehört heute zu Enkering, einem Ortsteil von Kinding im Landkreis Eichstätt in Oberbayern. 1488 errichtete Heinrich von Absberg eine Kapelle an der Stelle, wo heute in Absberg die Pfarrkirche St. Odilia steht. Das ursprünglich katholische Geschlecht wechselte 1533 zum Protestantismus.

## Bischof von Regensburg
Bereits 1457 war Heinrich zum Bischof gewählt worden, die Wahl wurde aber für ungültig erklärt und Ruprecht I. von der Pfalz-Mosbach zum Bischof ernannt. Ruprecht I. starb im Alter von nur 32 Jahren und erneut stand Heinrich als Kandidat bereit.
Nachdem der bayerische Herzog Albrecht IV. alte Pfandschaften, darunter Burggrafenrechte, das Schultheißenamt, das Kammeramt und Friedensgericht, den Zoll und die Vorstadt Stadtamhof, auslöste, unterstellte sich die Reichsstadt dem bayerischen Herzog. Dieser nutzte seine Position, die Rechte des Bischofs zu beschneiden, die bayerischen Beamten verübten diverse Rechtsverletzungen gegenüber dem Klerus. Heinrich IV. hatte dies vorausgesehen und hatte vergeblich versucht, die Stadt mit finanziellen Anreizen von der Verbindung zum bayerischen Herzogtum abzuhalten. Durch Eingriff von Kaiser Friedrich III. musste der Herzog 1492 wieder von der Stadt ablassen.
Heinrich IV. kämpfte gegen die sogenannten „Irrlehren“, die durch Lewin und Janko von Wirsberg im Bistum verbreitet wurden. Es gab Übergriffe gegenüber der jüdischen Bevölkerung.
Der Buchdruck erlaubte in Regensburg erstmals die Herstellung verschiedener religiöser Schriften. Es existiert eine Holzschnitzerei von Michael Wolgemut, die den knienden Bischof Heinrich IV. von Absberg im Motiv enthält.
Nach dem Tod Heinrichs IV. übernahm sein Koadjutor Ruprecht die Nachfolge.
(In Bernclaus "Episcopatus Ratisbonensis" firmiert Heinrich von Absberg als Heinrich III., Bischof von Regensburg.)

## Epitaph des Heinrich
Das Grabmal des Heinrich aus rötlichem Marmor befindet sich im Seitenschiff des Regensburger Doms St. Peter. Es zeigt als zentrales Motiv den Bischof mit entsprechendem Gewand, Mitra und Bischofsstab. In den Ecken befinden sich je zwei Wappen der Familie und des Hochstifts und ein umlaufender Text.